# Giải Grammy cho nghệ sĩ mới xuất sắc nhất
Nghệ sĩ mới xuất sắc nhất là một trong bốn hạng mục quan trọng nhất trong hệ thống giải thưởng âm nhạc Grammy của Mỹ (cùng với Thu âm của năm, Album của năm và Bài hát của năm). Giải này được trao lần đầu tiên vào năm 1960, 2 năm sau khi giải Grammy ra đời. Tuy nhiên năm 1967 hạng mục này lại không được trao thưởng.
"Giải Grammy cho Nghệ sĩ mới xuất sắc nhất" được trao cho nghệ sĩ đã phát hành, trong một năm thích hợp nào đó, đĩa hát đầu tiên đã tạo nên nhận dạng của công chúng về nghệ sĩ này. Lưu ý rằng đĩa hát này không nhất thiết phải là album đầu tay của nghệ sĩ.
Dưới đây là danh sách những nghệ sĩ đã được trao giải thưởng ở hạng mục này. 

## Danh sách nghệ sĩ đoạt giải

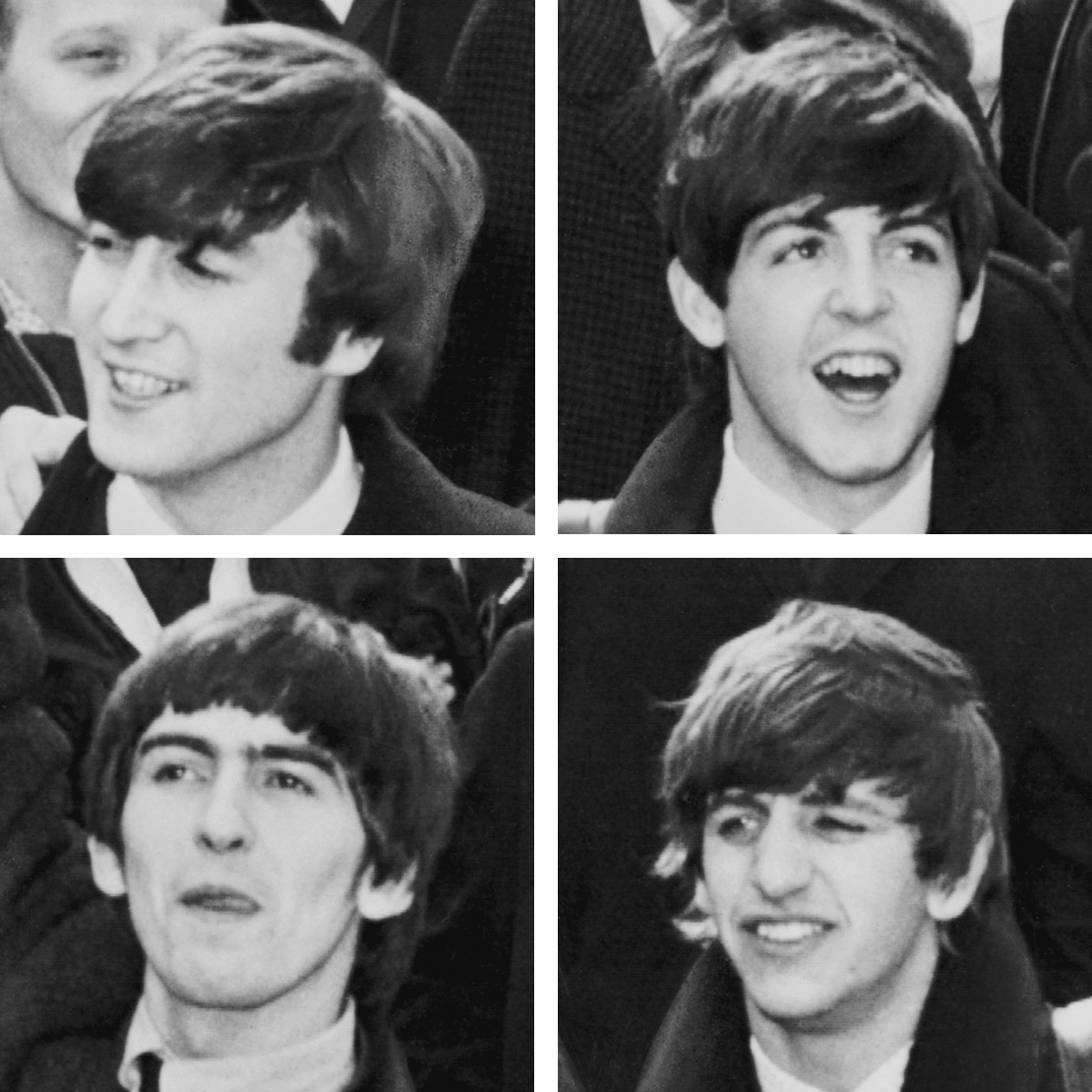
Các thành viên The Beatles bao gồm John Lennon, Paul McCartney, Ringo Starr, và George Harrison (theo chiều kim đồng hồ từ bên trên phía trái)

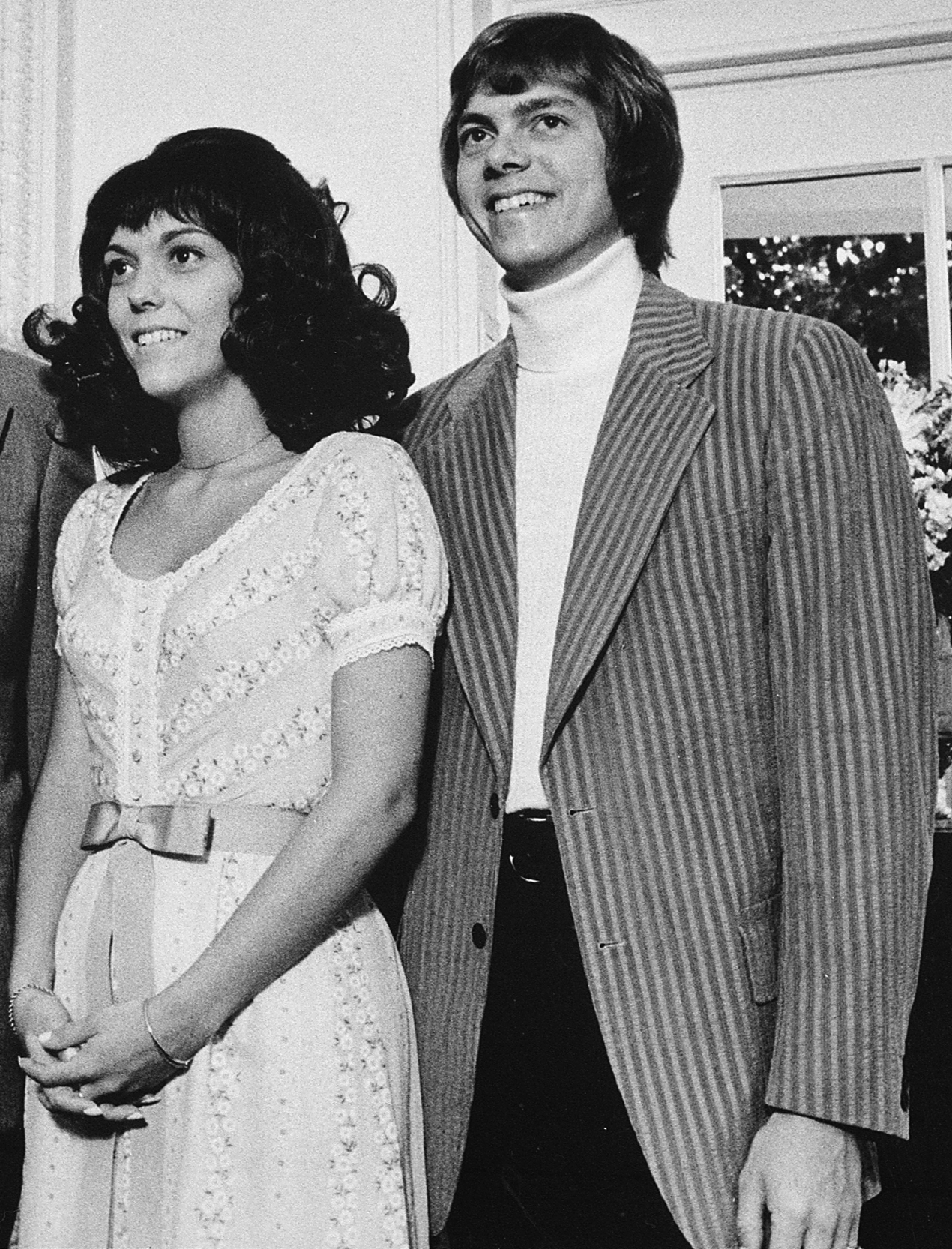
Hai thành viên của The Carpenters Karen Carpenter và Richard Carpenter

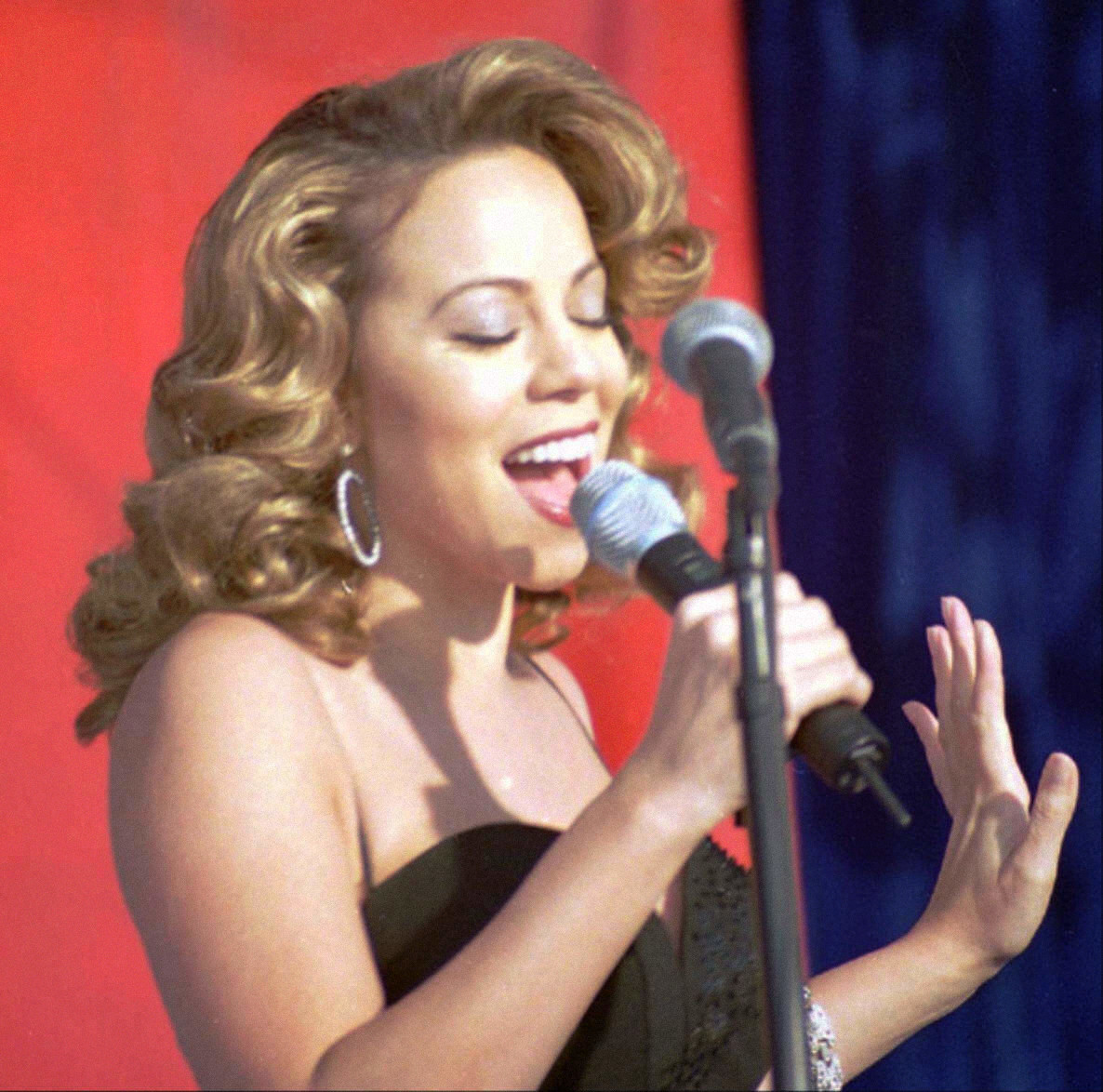
Mariah Carey

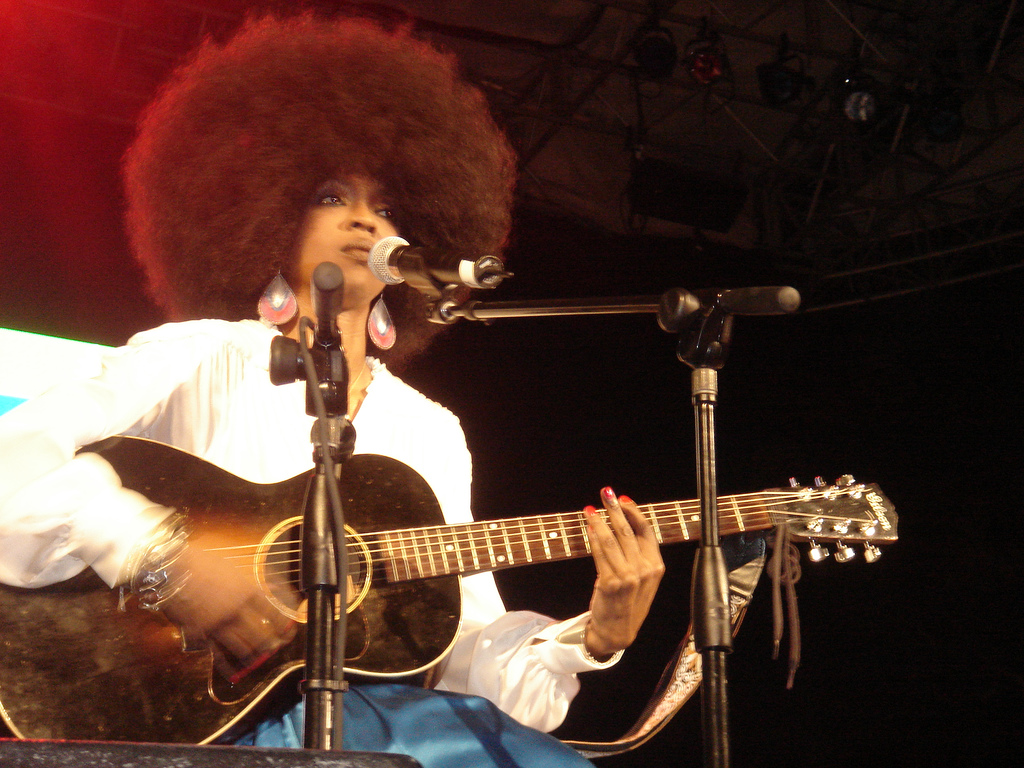
Lauryn Hill

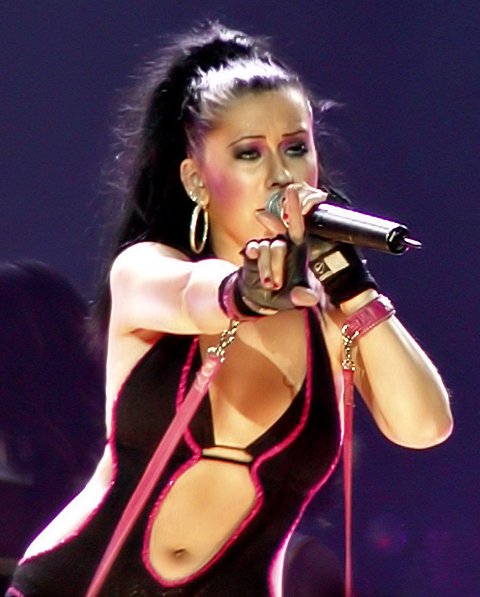
Christina Aguilera

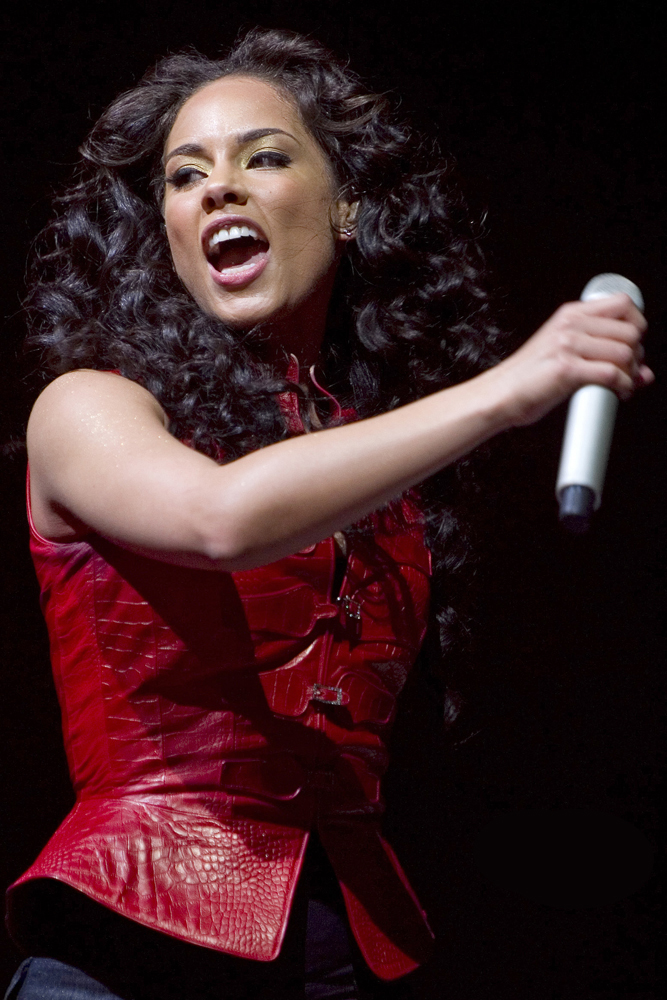
Alicia Keys

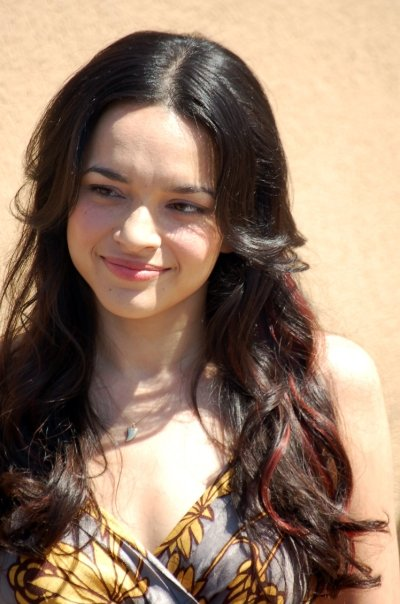
Norah Jones

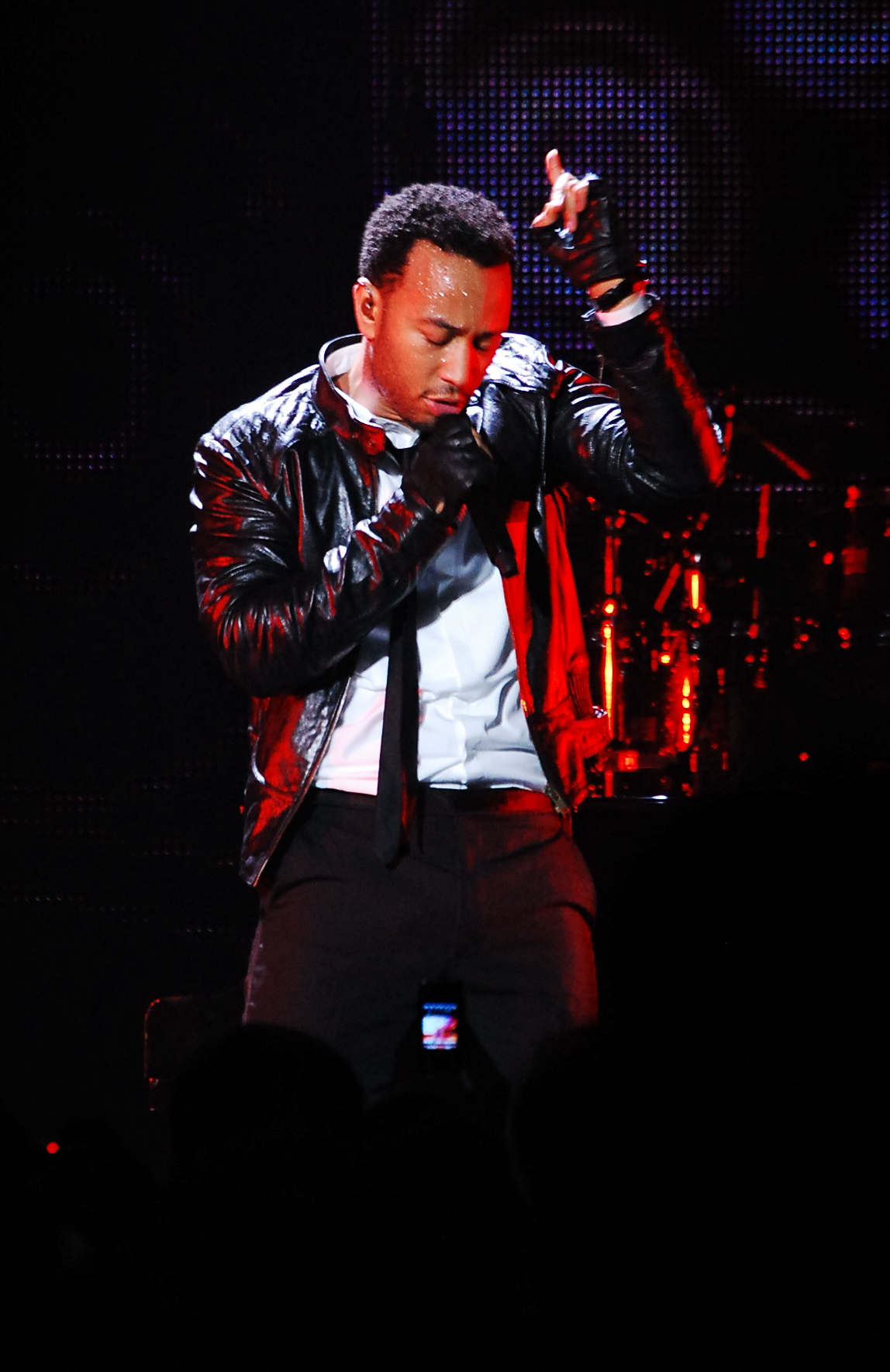
John Legend

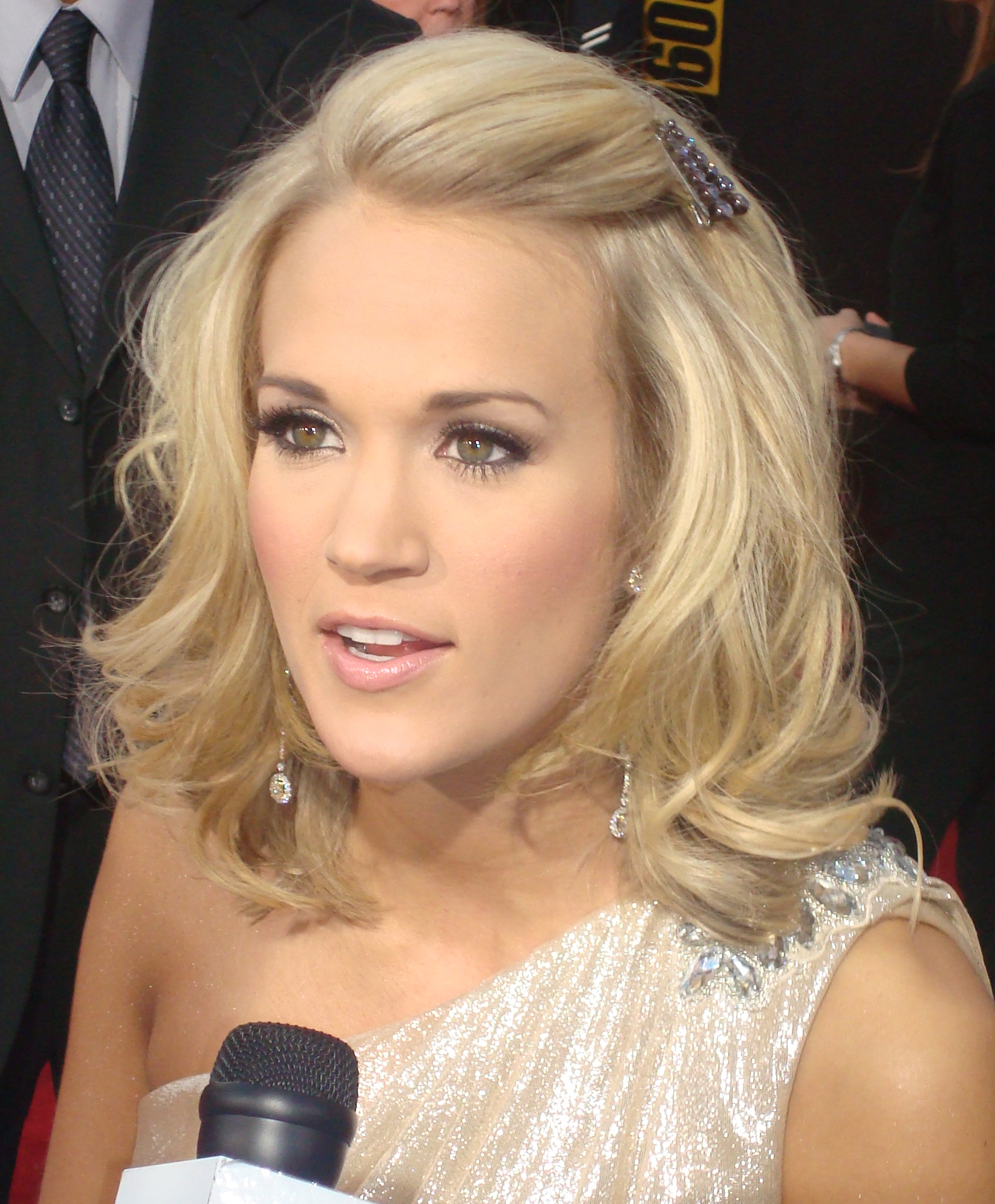
Carrie Underwood

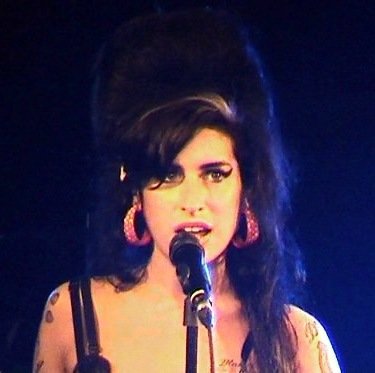
Amy Winehouse

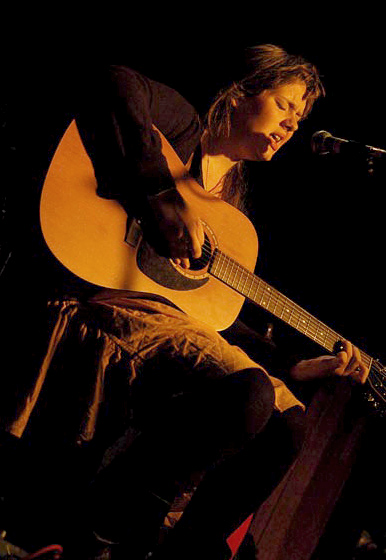
Adele

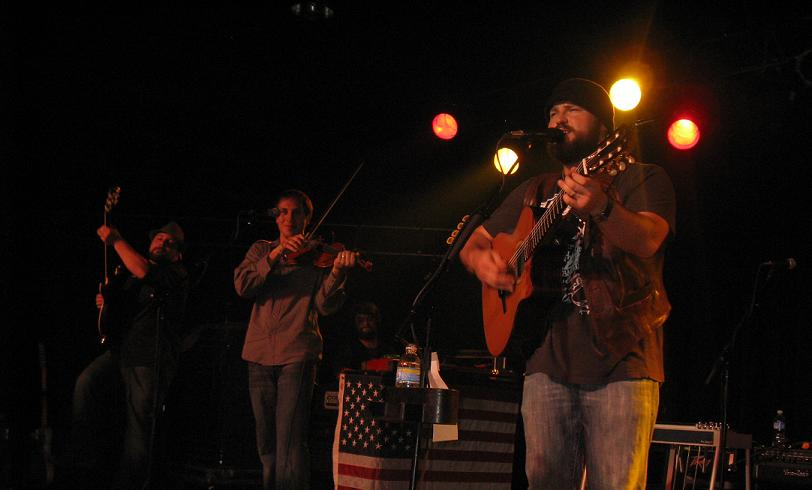
Zac Brown Band

| Năm [I] | Người nhận giải            | Quốc tịch         | Đề cử                                                                                                 | Chú thích |
| ------- | -------------------------- | ----------------- | --- | --------- |
| 1959    | Bobby Darin                | Hoa Kỳ            | - Edd Byrnes - Mark Murphy - Johnny Restivo - Mavis Rivers                                            |           |
| 1961    | Bob Newhart                | Hoa Kỳ            | - The Brothers Four - Miriam Makeba - Leontyne Price - Joanie Sommers                                 |           |
| 1962    | Peter Nero                 | Hoa Kỳ            | - Ann-Margret - Dick Gregory - The Lettermen - Timi Yuro                                              |           |
| 1963    | Robert Goulet              | Hoa Kỳ            | - The Four Seasons - Vaughn Meader - The New Christy Minstrels - Peter, Paul and Mary - Allan Sherman |           |
| 1964    | The Swingle Singers        | Pháp              | - Vikki Carr - John Gary - The J's with Jamie - Trini Lopez                                           |           |
| 1965    | The Beatles                | Anh Quốc          | - Petula Clark - Astrud Gilberto - Antonio Carlos Jobim - Morgana King                                |           |
| 1966    | Tom Jones                  | Anh Quốc          | - The Byrds - Herman's Hermits - Horst Jankowski - Marilyn Maye - Sonny & Cher - Glenn Yarbrough      |           |
| 1967    | —                          | —                 | — |           |
| 1968    | Bobbie Gentry              | Hoa Kỳ            | - Lana Cantrell - The 5th Dimension - Harpers Bizarre - Jefferson Airplane                            |           |
| 1969    | José Feliciano             | Puerto Rico       | - Cream - Gary Puckett & The Union Gap - Jeannie C. Riley - O. C. Smith                               | [ 1 ]     |
| 1970    | Crosby, Stills & Nash      | Anh Quốc · Hoa Kỳ | - Chicago - Led Zeppelin - The Neon Philharmonic - Oliver                                             |           |
| 1971    | The Carpenters             | Hoa Kỳ            | - Elton John - Melba Moore - Anne Murray - The Partridge Family                                       | [ 2 ]     |
| 1972    | Carly Simon                | Hoa Kỳ            | - Chase - Emerson, Lake & Palmer - Hamilton, Joe Frank & Reynolds - Bill Withers                      | [ 3 ]     |
| 1973    | America                    | Anh Quốc · Hoa Kỳ | - Harry Chapin - The Eagles - Loggins and Messina - John Prine                                        | [ 4 ]     |
| 1974    | Bette Midler               | Hoa Kỳ            | - Eumir Deodato - Maureen McGovern - Marie Osmond - Barry White                                       | [ 5 ]     |
| 1975    | Marvin Hamlisch            | Hoa Kỳ            | - Bad Company - Johnny Bristol - David Essex - Graham Central Station - Phoebe Snow                   |           |
| 1976    | Natalie Cole               | Hoa Kỳ            | - Morris Albert - Amazing Rhythm Aces - Brecker Brothers - KC and the Sunshine Band                   | [ 6 ]     |
| 1977    | Starland Vocal Band        | Hoa Kỳ            | - Boston - Dr. Buzzard's Original Savannah Band - The Brothers Johnson - Wild Cherry                  | [ 7 ]     |
| 1978    | Debby Boone                | Hoa Kỳ            | - Stephen Bishop - Shaun Cassidy - Foreigner - Andy Gibb                                              |           |
| 1979    | A Taste of Honey           | Hoa Kỳ            | - The Cars - Elvis Costello - Chris Rea - Toto                                                        | [ 8 ]     |
| 1980    | Rickie Lee Jones           | Hoa Kỳ            | - The Blues Brothers - Dire Straits - The Knack - Robin Williams                                      | [ 9 ]     |
| 1981    | Christopher Cross          | Hoa Kỳ            | - Irene Cara - Robbie Dupree - Amy Holland - The Pretenders                                           | [ 10 ]    |
| 1982    | Sheena Easton              | Anh Quốc          | - Adam and the Ants - The Go-Go's - James Ingram - Luther Vandross                                    | [ 11 ]    |
| 1983    | Men at Work                | Úc                | - Asia - Jennifer Holliday - The Human League - Stray Cats                                            | [ 12 ]    |
| 1984    | Culture Club               | Anh Quốc          | - Big Country - Eurythmics - Men Without Hats - Musical Youth                                         | [ 13 ]    |
| 1985    | Cyndi Lauper               | Hoa Kỳ            | - Sheila E. - Frankie Goes to Hollywood - Corey Hart - The Judds                                      | [ 14 ]    |
| 1986    | Sade                       | Anh Quốc          | - a-ha - Freddie Jackson - Katrina and the Waves - Julian Lennon                                      | [ 15 ]    |
| 1987    | Bruce Hornsby và the Range | Hoa Kỳ            | - Glass Tiger - Nu Shooz - Simply Red - Timbuk3                                                       | [ 16 ]    |
| 1988    | Jody Watley                | Hoa Kỳ            | - Breakfast Club - Cutting Crew - Terence Trent D'Arby - Swing Out Sister                             | [ 17 ]    |
| 1989    | Tracy Chapman              | Hoa Kỳ            | - Rick Astley - Toni Childs - Take 6 - Vanessa L. Williams                                            | [ 18 ]    |
| 1990    | Milli Vanilli[III]         | Đức               | - Neneh Cherry - Indigo Girls - Soul II Soul - Tone Lōc                                               | [ 19 ]    |
| 1991    | Mariah Carey               | Hoa Kỳ            | - The Black Crowes - The Kentucky Headhunters - Wilson Phillips - Lisa Stansfield                     | [ 20 ]    |
| 1992    | Marc Cohn                  | Hoa Kỳ            | - Boyz II Men - C+C Music Factory - Color Me Badd - Seal                                              | [ 21 ]    |
| 1993    | Arrested Development       | Hoa Kỳ            | - Billy Ray Cyrus - Sophie B. Hawkins - Kris Kross - Jon Secada                                       | [ 22 ]    |
| 1994    | Toni Braxton               | Hoa Kỳ            | - Belly - Blind Melon - Digable Planets - SWV                                                         | [ 23 ]    |
| 1995    | Sheryl Crow                | Hoa Kỳ            | - Ace of Base - Counting Crows - Crash Test Dummies - Green Day                                       | [ 24 ]    |
| 1996    | Hootie & the Blowfish      | Hoa Kỳ            | - Brandy - Alanis Morissette - Joan Osborne - Shania Twain                                            | [ 25 ]    |
| 1997    | LeAnn Rimes                | Hoa Kỳ            | - Garbage - Jewel - No Doubt - The Tony Rich Project                                                  | [ 26 ]    |
| 1998    | Paula Cole                 | Hoa Kỳ            | - Fiona Apple - Erykah Badu - Puff Daddy - Hanson                                                     | [ 27 ]    |
| 1999    | Lauryn Hill                | Hoa Kỳ            | - Backstreet Boys - Andrea Bocelli - Dixie Chicks - Natalie Imbruglia                                 | [ 28 ]    |
| 2000    | Christina Aguilera         | Hoa Kỳ            | - Macy Gray - Kid Rock - Britney Spears - Susan Tedeschi                                              | [ 29 ]    |
| 2001    | Shelby Lynne               | Hoa Kỳ            | - Brad Paisley - Papa Roach - Jill Scott - Sisqó                                                      | [ 30 ]    |
| 2002    | Alicia Keys                | Hoa Kỳ            | - India.Arie - Nelly Furtado - David Gray - Linkin Park                                               | [ 31 ]    |
| 2003    | Norah Jones                | Hoa Kỳ            | - Ashanti - Michelle Branch - Avril Lavigne - John Mayer                                              | [ 32 ]    |
| 2004    | Evanescence                | Hoa Kỳ            | - 50 Cent - Fountains of Wayne - Heather Headley - Sean Paul                                          | [ 33 ]    |
| 2005    | Maroon 5                   | Hoa Kỳ            | - Los Lonely Boys - Joss Stone - Kanye West - Gretchen Wilson                                         | [ 34 ]    |
| 2006    | John Legend                | Hoa Kỳ            | - Ciara - Fall Out Boy - Keane - Sugarland                                                            | [ 35 ]    |
| 2007    | Carrie Underwood           | Hoa Kỳ            | - James Blunt - Chris Brown - Imogen Heap - Corinne Bailey Rae                                        | [ 36 ]    |
| 2008    | Amy Winehouse              | Anh Quốc          | - Feist - Ledisi - Paramore - Taylor Swift                                                            | [ 37 ]    |
| 2009    | Adele                      | Anh Quốc          | - Duffy - Jonas Brothers - Lady Antebellum - Jazmine Sullivan                                         | [ 38 ]    |
| 2010    | Zac Brown Band             | Hoa Kỳ            | - Keri Hilson - MGMT - Silversun Pickups - The Ting Tings                                             | [ 39 ]    |
| 2011    | Esperanza Spalding         | Hoa Kỳ            | - Justin Bieber - Drake - Florence and the Machine - Mumford & Sons                                   | [ 40 ]    |
| 2012    | Bon Iver                   | Hoa Kỳ            | - The Band Perry - J. Cole - Nicki Minaj - Skrillex                                                   |           |
| 2013    | Fun                        | Hoa Kỳ            | - Alabama Shakes - Hunter Hayes - Frank Ocean - The Lumineers                                         |           |
| 2014    | Macklemore & Ryan Lewis    | Hoa Kỳ            | - Ed Sheeran - James Blake - Kacey Musgraves - Kendrick Lamar                                         |           |
| 2015    | Sam Smith                  | Anh Quốc          | - Bastille - Brandy Clark - Haim - Iggy Azalea                                                        |           |
| 2016    | Meghan Trainor             | Hoa Kỳ            | - Courtney Barnett - James Bay - Sam Hunt - Tori Kelly                                                |           |
| 2017    | Chance the Rapper          | Hoa Kỳ            | - Kelsea Ballerini - The Chainsmokers - Maren Morris - Anderson.Paak                                  |           |
| 2018    | Alessia Cara               | Canada            | - Khalid - Lil Uzi Vert - Julia Michaels - SZA                                                        | [ 41 ]    |